# Krentrup

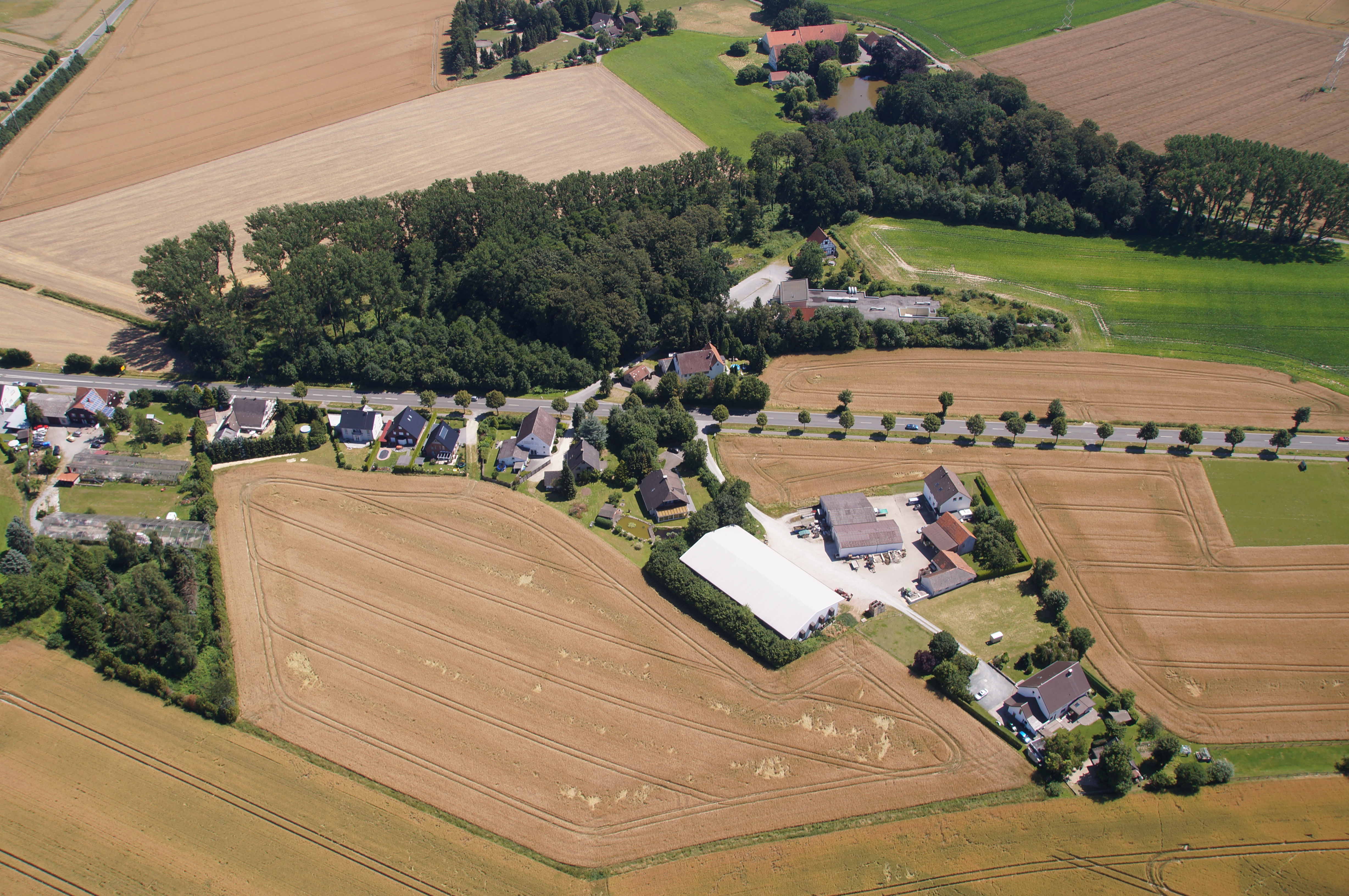
Krentrup

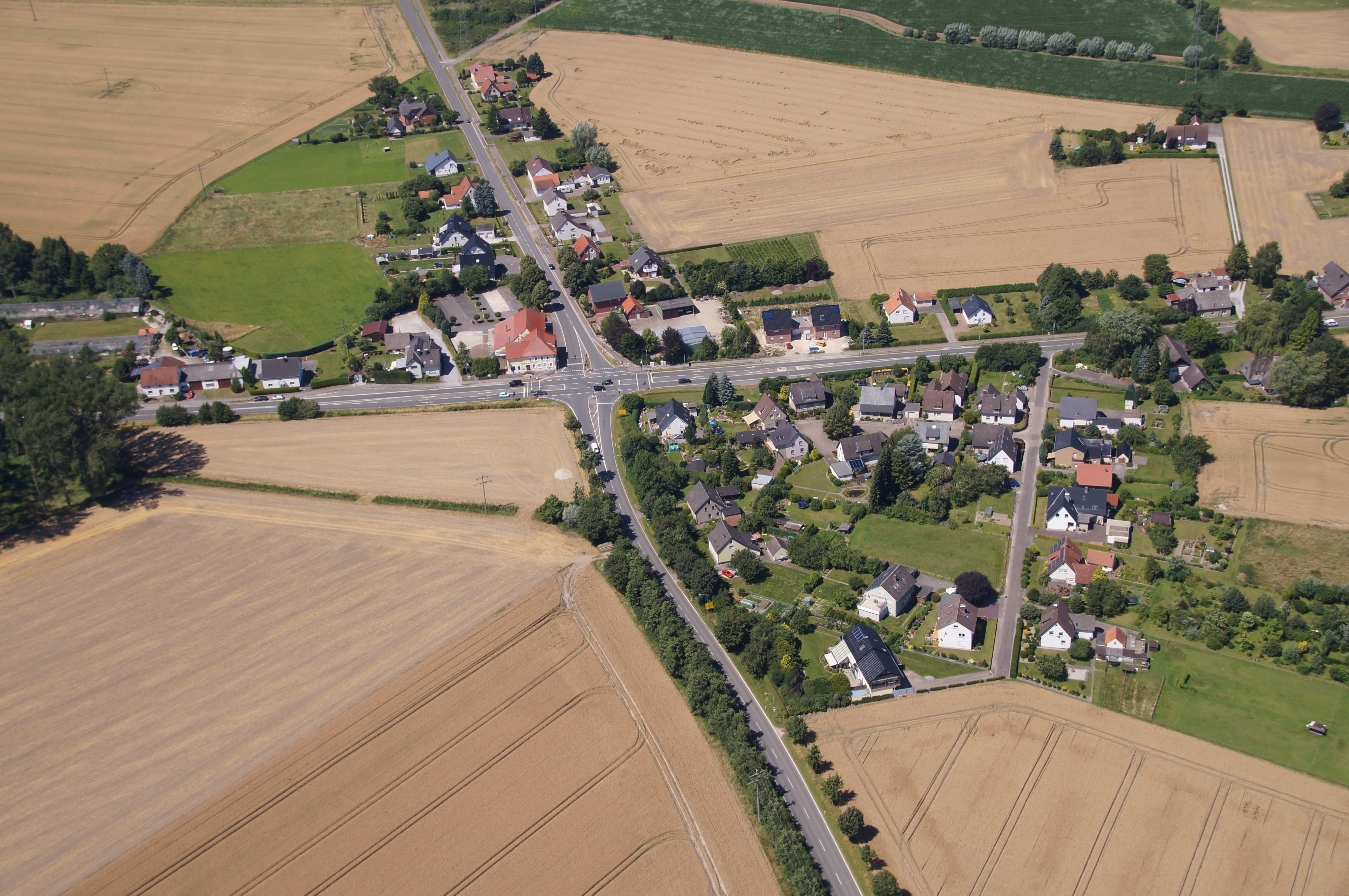
Krentrup Heipke

Krentrup war eine selbständige Gemeinde und ist nun ein Ortsteil im Nordosten der Gemeinde Leopoldshöhe im Kreis Lippe. Es grenzt im Osten an Stadt Lage und an die Stadt Bad Salzuflen im Norden.

## Geographie
Krentrup liegt im Ravensberger Hügelland und besteht überwiegend aus landwirtschaftlich genutzter Fläche.
Daneben gehören die Bauerschaften Krentruperhagen und Heipke zum Ortsteil.
In Heipke liegt das Naturschutzgebiet Heipker See. Östlich von Heipke liegt auf dem Gebiet von Bad Salzuflen-Holzhausen das Naturschutzgebiet Holzhauser Bruch.

## Geschichte
Krentrup wurde 1289 urkundlich erwähnt.
Neben den landwirtschaftlichen Höfen entstand um 1900 an der Kreuzung zweier Landesstraßen (L751/L968) der ortsbildprägende Gasthof „Zur Erholung“.
Am 1. September 1921 wurde die Gemeinde Krentrup aus einem Teil der Gemeinde Hovedissen neu gebildet. Im Rahmen der Gemeindereform wurde der Ort am 1. Januar 1969 in die neugebildete Gemeinde Leopoldshöhe eingegliedert.
1988 entstand am tiefsten Punkt der Gemeinde, in Heipke an der Werre, die erste Zentralkläranlage der Gemeinde, mit einer 3. Reinigungsstufe die zu der Zeit fortschrittlichste in Lippe. Die Kläranlage schließt nördlich unmittelbar an die Mündung des Heipker Baches an welche mit einem Baggersee das Naturschutzgebiet Heipker See bildet.

### Einwohnerentwicklung
| Jahr      | 1860 | 1939 | 1962 |
| Einwohner | 560  | 690  | 831  |
| --------- | ---- | ---- | ---- |